# Esther Phillips
Esther Phillips, geboren als Esther Mae Jones, (Galveston (Texas), 23 december 1935 - Los Angeles, 7 augustus 1984) was een Amerikaanse zangeres, die naast blues ook jazz, country, soul en disco zong. Ze kreeg bekendheid in 1950 en scoorde verschillende grote r&b-hits, waaronder Double Crossing Blues en Mistrustin' Blues onder de naam Little Esther. In de jaren 1960 behaalde ze hitparadesucces met het countrynummer Release Me en nam ze op in de pop-, jazz-, blues- en soulgenres. Phillips ontving een Grammy-nominatie voor haar single Home Is Where the Hatred Is in 1973 en haar disco-opname van What a Diff'rence a Day Makes was een grote hit in 1975.

## Carrière
Haar ouders scheidden tijdens haar adolescentie en ze verdeelde haar tijd tussen haar vader in Houston en haar moeder in de Watts-sectie van Los Angeles. Ze groeide op met zingen in de kerk en wilde niet meedoen aan een talentenjacht bij een plaatselijke bluesclub, maar haar zus stond erop. Als volwassen zangeres op 14-jarige leeftijd won ze de amateurtalentenwedstrijd in 1949 in de Barrelhouse Club, eigendom van Johnny Otis. Otis was zo onder de indruk dat hij haar opnam voor Modern Records en haar toevoegde aan zijn reizende revue de California Rhythm and Blues Caravan, aangekondigd als Little Esther. Ze nam later de achternaam Phillips als haar artiestennaam, naar verluidt geïnspireerd door een bord bij een tankstation.

### Vroege carrière
Haar eerste hit was Double Crossing Blues met het Johnny Otis Quintet en de zanggroep The Robins, uitgebracht in 1950 door Savoy Records, dat nummer 1 bereikte in de Billboard r&b-hitlijst. Ze maakte verschillende hits voor Savoy met het Johnny Otis Orchestra, waaronder Mistrusting Blues (een duet met Mel Walker) en Cupid's Boogie, die zich beide dat jaar ook op nummer 1 plaatsten. Nog vier van haar platen haalden in hetzelfde jaar de Top 10: Misery (#9), Deceivin' Blues (#4), Wedding Boogie (#6) en Far Away Blues (Xmas Blues) (#6). Weinig vrouwelijke artiesten die in welk genre dan ook optraden, hadden zo'n succes in hun debuutjaar.
Phillips verliet Otis en Savoy Records eind 1950 en tekende bij Federal Records. Maar net zo snel als de hits begonnen waren, stopten ze ook. Ze nam meer dan dertig kanten op voor Federal, maar slechts Ring-a-Ding-Doo haalde de hitlijsten en bereikte nummer 8 in 1952. Het niet werken met Otis was een deel van haar probleem; het andere deel was haar toenemende afhankelijkheid van heroïne, waaraan ze halverwege het decennium verslaafd was.
In 1954 keerde ze terug naar Houston om bij haar vader te wonen en te herstellen. Ze had weinig geld en werkte in kleine nachtclubs in het zuiden, onderbroken door periodieke ziekenhuisopnames in Lexington (Kentucky), om haar verslaving te behandelen. In 1962 ontdekte Kenny Rogers haar zang in een club in Houston en hielp haar een contract te krijgen bij Lenox Records, eigendom van zijn broer Lelan.

### Comeback
Phillips herstelde uiteindelijk genoeg om in 1962 een comeback te lanceren. Nu aangekondigd als Esther Phillips in plaats van Little Esther, nam ze het countrynummer Release Me op met producent Bob Gans. Dit ging naar nummer 1 in de r&b-hitlijst en nummer 8 in de pophitlijst. Na een aantal andere kleine r&b-hits voor Lenox, kreeg ze een contract bij Atlantic Records. Haar cover van het Beatles-nummer And I Love Him haalde in 1965 bijna de r&b Top 20. The Beatles vlogen haar naar het Verenigd Koninkrijk voor haar eerste optredens in het buitenland.
Ze had andere hits in de jaren 1960 voor Atlantic, zoals het nummer Try Me van Jimmy Radcliffe, met een saxofoonpartij van King Curtis (en wordt vaak ten onrechte vermeld als het James Brown-nummer met dezelfde titel), maar ze had geen hittoppers meer. Haar heroïneverslaving verslechterde en ze ging naar een revalidatiecentrum. Daar ontmoette ze zanger Sam Fletcher. Terwijl ze een behandeling onderging, nam ze in 1969 enkele kanten op voor Roulette Records, voornamelijk geproduceerd door Lelan Rogers. Na haar vrijlating keerde ze terug naar Los Angeles en tekende ze opnieuw bij Atlantic. Haar vriendschap met Fletcher resulteerde eind 1969 in een optreden in de Pied Piper-club van Freddie Jett, die het album Burnin' produceerde. Ze trad op met de Johnny Otis Show op het Monterey Jazz Festival in 1970.

### De jaren 1970 en 1980
Een van haar grootste triomfen na de jaren 1950 was haar eerste album From a Whisper to a Scream in 1972 voor Kudu Records. Het hoofdnummer Home Is Where the Hatred Is is een relaas over drugsgebruik, geschreven door Gil Scott-Heron, dat werd genomineerd voor een Grammy Award. Phillips verloor van Aretha Franklin, maar Franklin overhandigde haar de trofee en zei dat ze hem in plaats daarvan had moeten winnen.
In 1975 bracht ze een disco-achtige update uit van What a Diff'rence a Day Makes van Dinah Washington, haar grootste hit sinds Release Me. Het bereikte de Top 20 in de Verenigde Staten en de Top 10 in de Britse singlehitlijst. Op 8 november 1975 zong ze het lied in een aflevering van NBC's Saturday Night (later Saturday Night Live genoemd), georganiseerd door Candice Bergen. Het gelijknamige begeleidende album werd tot nu toe haar best verkochte album, met arrangeur Joe Beck op gitaar, Michael Brecker op tenorsax, David Sanborn op altsax, Randy Brecker op trompet, Steve Khan op gitaar en Don Grolnick op keyboards. Eind 1976 lukte haar met Magic's in the Air / Boy, I Really Tied One on een verder top 5-succes in de Amerikaanse discohitlijst. Ook daarna nam ze nog enkele songs op in deze stijl, echter een groter succes bleef uit.
Ze bleef opnemen en optreden gedurende de jaren 1970 en vroege jaren 1980 en voltooide zeven albums voor Kudu/CTI en vier voor Mercury Records, dat haar in 1977 contracteerde. Haar eerste album You've Come a Long Way, Baby voor Mercury werd uitgebracht dat jaar. In 1983 kwam ze voor de laatste keer in de hitlijst met Turn Me Out, dat nummer 85 bereikte in de r&b-hitlijst. Ze voltooide het opnemen van haar laatste album A Way To Say Goodbye een paar maanden voor haar dood en werd uitgebracht door het Muse Records jazzlabel in 1986.
Ze werd vaak vergeleken met Nina Simone, alhoewel ze Dinah Washington aangaf als haar voorbeeld. In totaal had Phillips over een periode van 33 jaar 19 hits in de Amerikaanse r&b-charts.

## Onderscheidingen
Phillips kreeg vier Grammy-nominaties in de category «Best Rhythm & Blues Vocal Performance – Female» voor: Set Me Free (1970), From a Whisper to a Scream (1972), Alone Again (Naturally) (1973) en What a Diff'rence a Day Makes (1975).

## Overlijden
Esther Phillips overleed in augustus 1984 op 48-jarige leeftijd aan lever- en nierfalen ten gevolge van haar heroïne- en alcoholverslaving.

## Discografie

### Singles
- 1950: Double Crossing Blues (met het Johnny Otis Orchestra)
- 1950: Mistrusting Blues (met het Johnny Otis Orchestra)
- 1950: Misery (met het Johnny Otis Orchestra)
- 1950: Cupid's Boogie (met het Johnny Otis Orchestra)
- 1950: Deceivin' Blues (met het Johnny Otis Orchestra)
- 1950: Wedding Boogie (met het Johnny Otis Orchestra)
- 1950: Far Away Blues (Xmas Blues) (met het Johnny Otis Orchestra)
- 1952: Ring-a-Ding-Doo
- 1962: Release Me
- 1963: I Really Don't Want to Know
- 1963: Am I That Easy to Forget
- 1963: You Never Miss Your Water (Til the Well Runs Dry) (met Big Al Downing)
- 1963: If You Want It (I've Got It) (met Big Al Downing)
- 1964: Hello Walls
- 1965: And I Love Him
- 1965: Moonglow and Theme from Picnic
- 1965: Let Me Know When It's Over
- 1966: When a Woman Loves a Man
- 1969: Too Late to Worry, Too Blue to Cry
- 1970: Set Me Free
- 1972: Home Is Where the Hatred Is
- 1972: Baby, I'm for Real
- 1972: I've Never Found a Man (To Love Me Like You Do)
- 1975: What a Diff'rence a Day Makes
- 1976: For All We Know
- 1983: Turn Me Out

### Complete singles voor Federal Records, 1951–1953
- 1951: The Deacon Moves In (met the Dominoes) / Other Lips, Other Arms
- 1951: I'm a Bad, Bad Girl / Don't Make a Fool Out of Me
- 1951: Lookin' for a Man to Satisfy My Soul / Heart to Heart (met The Dominoes)
- 1951: Cryin' and Singin' the Blues / Tell Him That I Need Him
- 1952: Ring-a-Ding-Doo (met Bobby Nunn) / The Cryin' Blues
- 1952: Summertime / The Storm
- 1952: Better Beware / I'll Be There
- 1952: Aged and Mellow / Bring My Lovin' Back to Me
- 1952: Ramblin' Blues / Somebody New
- 1952: Mainliner (met 4 Jacks) / Saturday Night Daddy (met Bobby Nunn)
- 1953: Last Laugh Blues (met Little Willie Littlefield) / Flesh, Blood and Bones
- 1953: Turn The Lamp Down Low (met Little Willie Littlefield) / Hollerin' and Screamin'
- 1953: You Took My Love Too Fast (met Bobby Nunn) / Street Lights
- 1953: Hound Dog / Sweet Lips
- 1953: Cherry Wine / Love Oh Love

### Albums
Lenox Records
- 1963: Release Me

Atlantic Records
- 1965: And I Love Him!
- 1966: Esther Phillips Sings
- 1966: The Country Side of Esther
- 1970: Live at Freddie Jett's Pied Piper
- 1970: Burnin' (Live)

Kudu/CTI
- 1972: From a Whisper to a Scream
- 1972: Alone Again, Naturally
- 1974: Black-Eyed Blues
- 1975: Performance
- 1975: Esther Phillips and Joe Beck
- 1975: What a Diff'rence a Day Makes
- 1976: Capricorn Princess
- 1976: For All We Know

Atlantic Records
- 1976: Confessin' the Blues

Mercury Records
- 1977: You've Come a Long Way, Baby
- 1978: All About Esther
- 1979: Here's Esther, Are You Ready
- 1981: Good Black Is Hard to Crack

Muse Records
- 1986: A Way to Say Goodbye

## Filmografie

### Televisie
- 1965: The Music of Lennon & McCartney (muzikale gast)
- 1970: The Barbara McNair Show (muzikale gast)
- 1970: The Tonight Show Starring Johnny Carson (muzikale gast)
- 1975: Saturday Night Live (muzikale gast)

- Bibsys: 4031836
- Bibliothèque nationale de France: cb13898450d (data)
- Gemeinsame Normdatei: 134484487
- International Standard Name Identifier: 0000 0000 7365 7506
- Library of Congress Control Number: n87119318
- Nationale Bibliotheek van Letland: 000071529
- MusicBrainz: e261c42a-cbd7-4b97-8b72-218801bdc5b9
- Nationale Bibliotheek van Tsjechië: ola2002158151
- Nederlandse Thesaurus van Auteursnamen: 071129928
- SNAC: w6ht5265
- Système universitaire de documentation: 15968269X
- Virtual International Authority File: 46947367
- WorldCat: E39PBJpV8pFkpYhQ3RjpYXDrMP